# Robert Kaliňák
Robert Kaliňák (Pozsony, 1971. május 11. –) szlovák politikus, az Irány – Szociáldemokrácia (SMER–SD) párt alapító tagja. 2006–2010 és 2012–2016 között belügyminiszter és miniszterelnök-helyettes, 2016–2018 között belügyminiszter volt. 2022. április 20-án a szlovák Nemzeti Bűnüldözési Ügynökség (NAKA) Robert Ficóval együtt bűnszervezet létrehozásával vádolta meg és letartóztatta.

## Politikai pályafutása
Az Irány - Szociáldemokrácia (SMER–SD) párt alapító tagja. Belügyminiszter volt az első Fico-kormányban, amely 2006. július 4-én alakult meg és 2010. július 8-ig volt hivatalban. A második Fico-kormányban a miniszterelnök helyettese és belügyminiszter volt 2012. április 4. és 2016. március 23. között. Ugyanezeket a tisztségeket töltötte be a harmadik Fico-kormányban is.
A szlovák rendőrség 2018. február 25-én jelentette be, hogy holtan találták Ján Kuciak oknyomozó újságírót és menyasszonyát. A hír hatására  súlyos kormányválság rázta meg a szlovák politikai életet. Marek Maďarič, a szlovák kormány kulturális minisztere, közvetlenül a hírt követően benyújtotta lemondását. Őt 2018. március 12-én Robert Kaliňák belügyminiszter, majd március 15-én Robert Fico miniszterelnök lemondása követte.
A 2023-as előrehozott választást megnyerve Robert Fico október 25-től ismét Szlovákia miniszterelnöke lett. A negyedik Fico-kormányban Kaliňák a védelmi tárcát kapta.